# Wejdyki
Wejdyki (deutsch Weydicken, 1938 bis 1945 Weidicken) ist ein Ort in der polnischen Woiwodschaft Ermland-Masuren und gehört zur Stadt- und Landgemeinde Ryn (Rhein) im Powiat Giżycki (Kreis Lötzen).

## Geographische Lage
Wejdyki liegt am Nordufer des Jezioro Ryńskie (deutsch Rheiner See) in der östlichen Mitte der Woiwodschaft Ermland-Masuren, 23 Kilometer südwestlich der Kreisstadt Giżycko (Lötzen) und vier Kilometer südwestlich der Stadt Ryn (Rhein).

## Geschichte
Das vor 1785 noch Cathymedien genannte Dorf wurde 1415 gegründet. Als Weydicken wurde es dann 1874 in den Amtsbezirk Gneist (polnisch Knis) eingegliedert, der bis 1945 bestand und zum Kreis Lötzen im Regierungsbezirk Gumbinnen (1905 bis 1945: Regierungsbezirk Allenstein) in der preußischen Provinz Ostpreußen gehörte.
Von 1874 bis 1912 war Weydicken dem Standesamt Gneist (Knis) zugeordnet, danach bis 1945 dem Standesamt Rhein (Ryn).
Im Jahre 1910 waren in Weydicken 293 Einwohner registriert. Ihre Zahl verringerte sich bis 1933 auf 288 und belief sich 1939 noch auf 245.
Aufgrund der Bestimmungen des Versailler Vertrags stimmte die Bevölkerung im Abstimmungsgebiet Allenstein, zu dem Weydicken gehörte, am 11. Juli 1920 über die weitere staatliche Zugehörigkeit zu Ostpreußen (und damit zu Deutschland) oder den Anschluss an Polen ab. In Weydicken stimmten 200 Einwohner für den Verbleib bei Ostpreußen, auf Polen entfielen keine Stimmen. Am 3. Juni (amtlich bestätigt am 16. Juli) des Jahres 1938 änderte sich für Weydicken die Namensschreibweise in Weidicken.
In Kriegsfolge kam der Ort 1945 mit dem gesamten südlichen Ostpreußen zu Polen und trägt nun die polnische Namensform „Wejdyki“. Das Dorf ist Sitz eines Schulzenamtes (polnisch sołectwo) und gehört als solches zur Stadt- und Landgemeinde Ryn (Rhein) im Powiat Giżycki (Kreis Lötzen), vor 1998 der Woiwodschaft Suwałki, seither der Woiwodschaft Ermland-Masuren zugehörig.

## Kirche
Weydicken resp. Weidicken war bis 1945 in die Evangelische Pfarrkirche Rhein in der Kirchenprovinz Ostpreußen der Kirche der Altpreußischen Union und in die katholische Pfarrkirche St. Adalbert in Sensburg (polnisch Mrągowo) im Bistum Ermland eingepfarrt.
Heute gehört Wejdyki zur Evangelischen Pfarrgemeinde in Ryn in der Diözese Masuren der Evangelisch-Augsburgischen Kirche in Polen bzw. zur katholischen Pfarrei Unbefleckte Empfängnis Mariä in Ryn im Bistum Ełk (Lyck) der Römisch-katholischen Kirche in Polen.

## Verkehr
Wejdyki liegt östlich der polnischen Landesstraße DK 59 (einstige deutsche Reichsstraße 140) und ist über eine Stichstraße zu erreichen. Eine Bahnanbindung besteht nicht.